# Gihan Abdulla
Gihan Abdulla, née vers 2003, est une nageuse égyptienne.

## Carrière
Gihan Abdulla remporte aux Championnats d'Afrique de natation 2021 à Accra la médaille d'argent du 4 × 200 mètres nage libre. Elle dispute également les courses juniors dans cette compétition, remportant l'or sur 4 × 100 mètres nage libre et sur 4 × 100 mètres quatre nages, l'argent sur 4 × 200 mètres nage libre et sur 4 × 100 mètres nage libre mixte, et le bronze sur 200 mètres nage libre.